# Ekaa
Ekaa ou Lekah est un village de la région du Centre du Cameroun, situé dans la commune de Bot-Makak. 

## Population et développement
En 1962, la population de Ekaa était de 78 habitants. La population de Ekaa était de 238 habitants lors du recensement de 2005. La population est constituée pour l’essentiel de Bassa.  